# Saint-Maurin

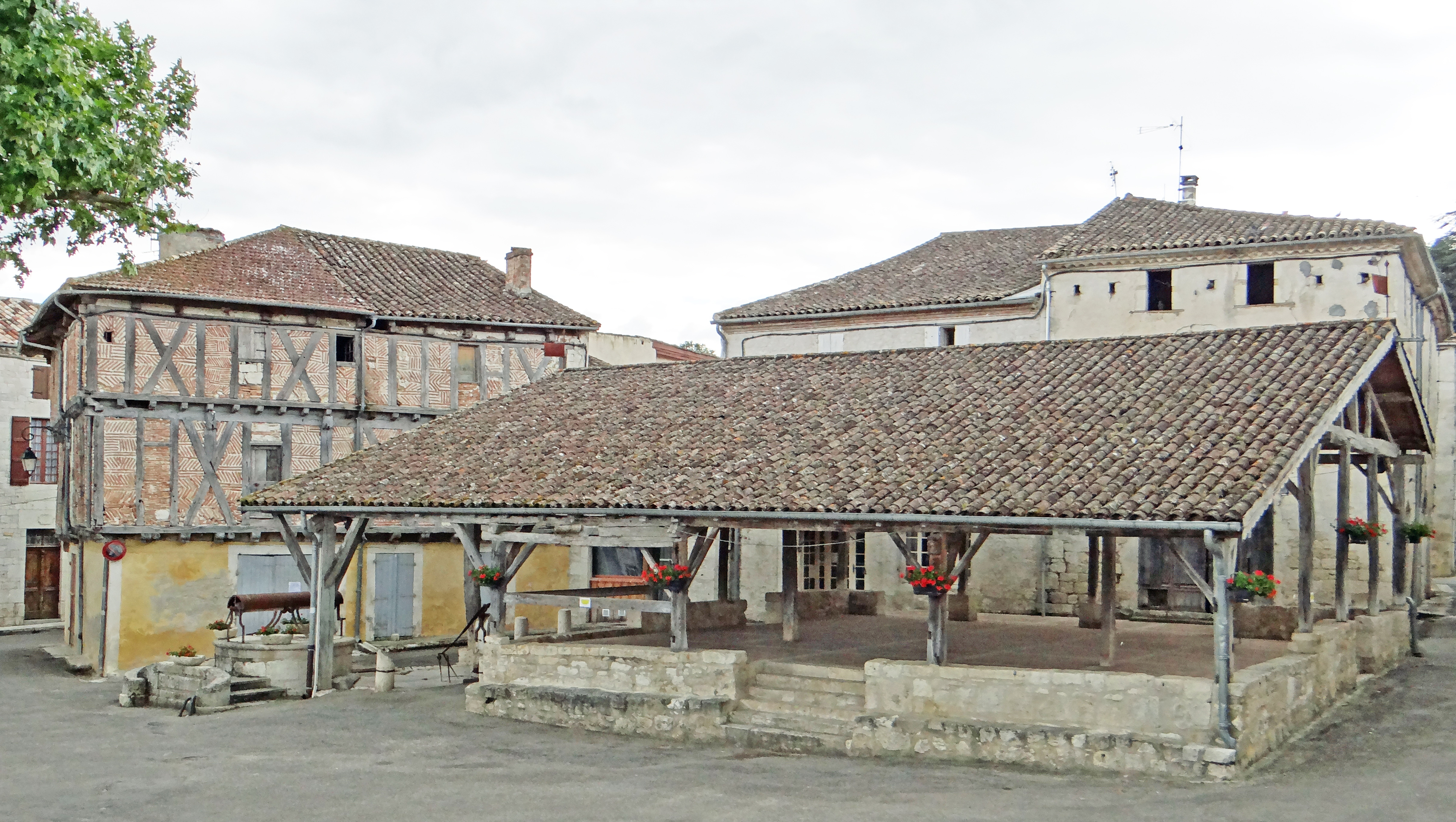
Saint-Maurin – Ortszentrum mit Markthalle

Saint-Maurin (okzitanisch Sant Maurin) ist ein südwestfranzösischer Ort und eine Gemeinde (commune) mit 383 Einwohnern (Stand: 1. Januar 2022) im Département Lot-et-Garonne in der Region Nouvelle-Aquitaine (vor 2016: Aquitanien).

## Lage und Klima
Der ca. 100 m hoch gelegene Ort Saint-Maurin liegt etwa 25 Kilometer östlich von Agen nahe der Grenze zum Département Tarn-et-Garonne. Das sowohl vom Atlantik als auch von den Bergen des Zentralmassivs geprägte Klima ist gemäßigt bis mild; Regen (ca. 800 mm/Jahr) fällt überwiegend im Winterhalbjahr.

## Bevölkerungsentwicklung
| Jahr      | 1800 | 1851 | 1901 | 1954 | 1999 | 2018 |
| --------- | ---- | ---- | ---- | ---- | ---- | ---- |
| Einwohner | 1418 | 1366 | 941  | 609  | 449  | 435  |

Quellen: Cassini und INSEE. Die Reblauskrise im Weinbau, die zunehmende Mechanisierung der Landwirtschaft und die Aufgabe bäuerlicher Kleinbetriebe („Höfesterben“) haben im 20. Jahrhundert zu einem deutlichen Rückgang der Einwohnerzahlen geführt.

## Wirtschaft
Die Gemeinde ist immer noch in hohem Maße landwirtschaftlich geprägt (Feldwirtschaft und Viehzucht), wobei früher die Selbstversorgung dominierte.

## Geschichte
Erste Nachrichten stammen aus dem 6. Jahrhundert, als der vor den arianischen Westgoten flüchtende Priester Maurinus, der in Lectoure enthauptet worden war, nach einer ca. 40 km langen Wanderschaft hier verstarb. Ihm zu Ehren wurde eine Abtei gegründet. Diese, wie auch der Ort selbst, gelangten im Jahr 1082 in den Besitz der Abtei von Moissac. Während des Albigenserkreuzzugs (1209–1229), im Hundertjährigen Krieg (1337–1453) und in den Hugenottenkriegen (1562–1598) wiederholt angegriffen und zerstört, fielen der Ort und seine Abtei mehr und mehr der Vergessenheit anheim.

## Sehenswürdigkeiten
- Kirche Saint-Martin-d'Anglars aus dem 16. Jahrhundert, Monument historique seit 1930
- Kirche Saint-Pierre-del-Pech, seit 1998 Monument historique
- Reste der Benediktinerabtei aus dem 13./14. Jahrhundert mit Museum
- Mühle von Ferrussac
- Schloss Beauville aus dem 16. Jahrhundert, seit 1925 Monument historique
- Schloss Massanès

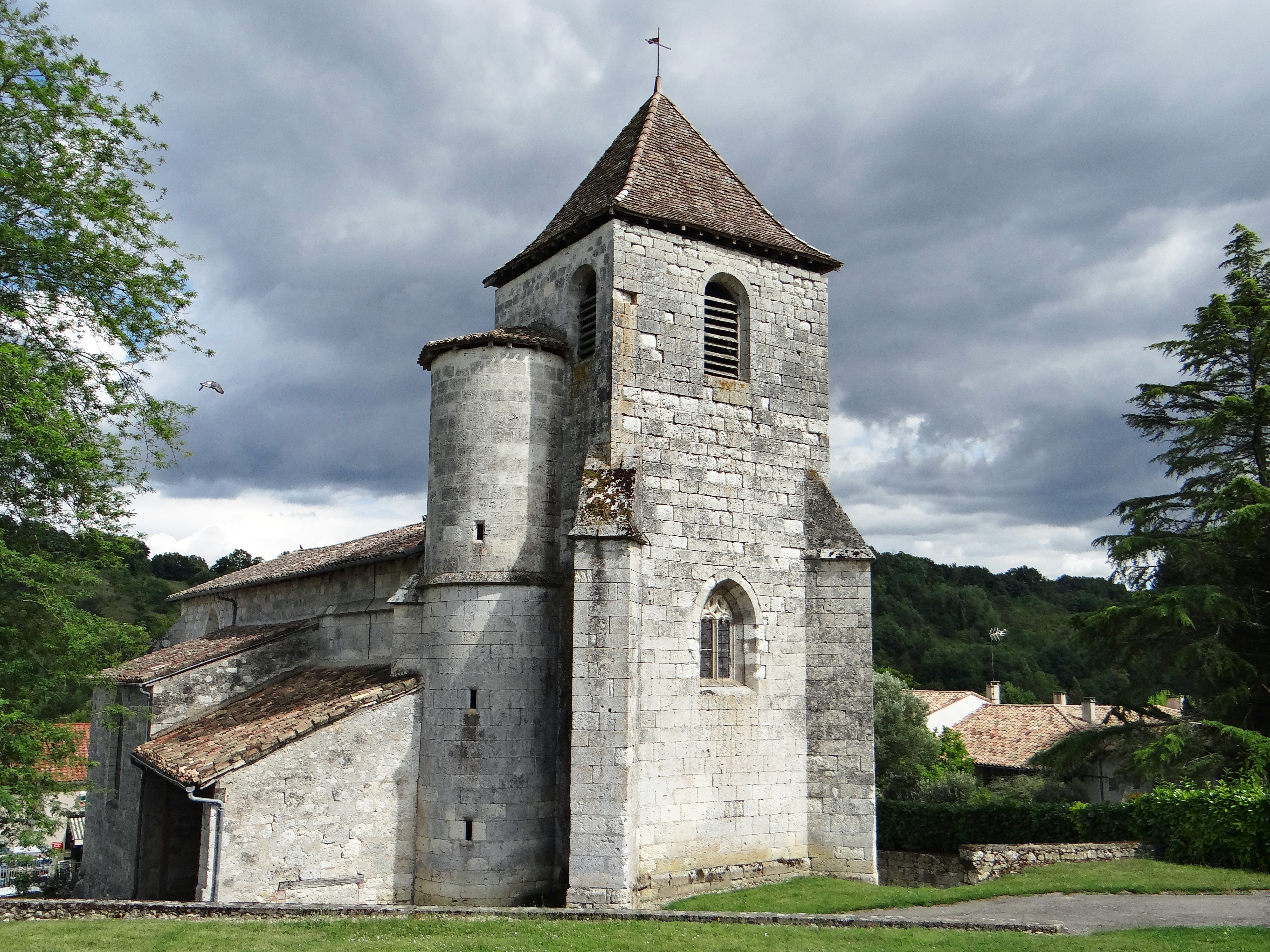
Kirche Saint-Martin-d'Anglars
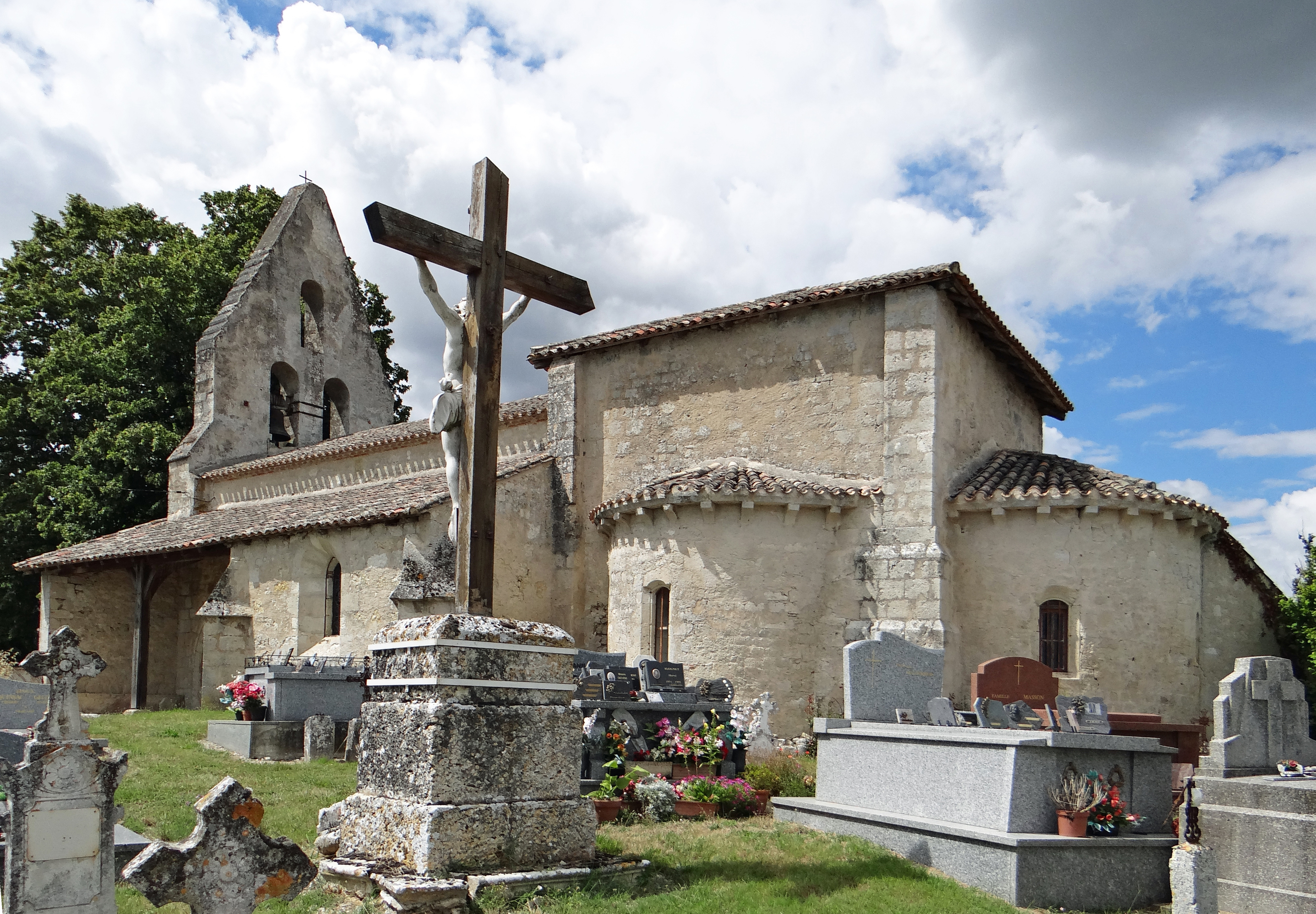
Kirche Saint-Pierre-del-Pech

## Persönlichkeiten
- Jean-Jacques Belloc (1730–1807), Arzt, Begründer der französischen Rechtsmedizin